# Tuomas von Boehm
Pour les articles homonymes, voir von Boehm.
Aarne Tuomas Herbert von Boehm (né le 12 mai 1916 à Joutseno et mort le 9 mars 2000 à Helsinki) est un artiste peintre finlandais,.

## Biographie
En 1937-1938, il étudie à l'École de dessin de l'association des arts et, en 1945, il organise sa première exposition.
En 1953-1956, il enseigne à l'Académie des beaux-arts d'Helsinki.

## Œuvres
Sa production artistique est prolifique.
Ses œuvres sont exposées à la galerie nationale de Finlande, au musée d'Art de Jyväskylä, au musée d'art d'Imatra entre autres.

## Prix et récompenses
- Pro Finlandia, 1967